# Unhais-o-Velho
Unhais-o-Velho é uma povoação portuguesa sede da Freguesia de Unhais-o-Velho do Município de Pampilhosa da Serra, freguesia com 40,06 km² de área e 421 habitantes (censo de 2021), tendo, por isso, uma densidade populacional de 10,5 hab./km².

## Demografia
A população registada nos censos foi:
| Distribuição da População por Grupos Etários | Distribuição da População por Grupos Etários | Distribuição da População por Grupos Etários | Distribuição da População por Grupos Etários | Distribuição da População por Grupos Etários |
| -------------------------------------------- | -------------------------------------------- | -------------------------------------------- | -------------------------------------------- | -------------------------------------------- |
| Ano                                          | 0-14 Anos                                    | 15-24 Anos                                   | 25-64 Anos                                   | > 65 Anos                                    |
| 2001                                         | 48                                           | 93                                           | 315                                          | 176                                          |
| 2011                                         | 25                                           | 24                                           | 238                                          | 171                                          |
| 2021                                         | 16                                           | 17                                           | 187                                          | 201                                          |

## Património
- Igreja de S. Mateus (matriz)
- Capelas do Santo Cristo, da Senhora da Penha de França, da Senhora da Saúde e da Senhora dos Remédios
- Alminhas de Meães, de S. Romão, da Ponte, de Santa Bárbara e de Malhada do Rei
- Torre da capela de Meães
- Vestígios castrejos
- Miradouro da Portela de Unhais
- Picoto
- Túnel
- Estações arqueológicas de Vale de Gato e de Barroco dos Mouros
- Penedos do Vale da Lapa